# Magyar–szovjet fogolycsere-akció
A magyar–szovjet fogolycsere-akció során a magyar és a szovjet kormány között megkötött egyezmények értelmében 1920 és 1924 között a Magyarországon rekedt orosz hadifoglyokat, a Magyarországi Tanácsköztársaság alatti szerepükért elítélteket (köztük elsősorban a volt népbiztosokat), illetve a KMP újjászervezésére irányuló törekvésük miatt elítélteket a szovjet kormány által túszként visszatartott magyar hadifoglyokért, kiemelten a tisztekért cserébe kiadták Szovjet-Oroszországnak. Ennek végrehajtásában nagy szerepet vitt a Magyarországi Vörös Segély. A folyamat során 350-400 magyar politikai foglyot cseréltek ki. Mivel a korabeli magyar hatóságok vonakodtak adatokat szolgáltatni arról, hogy melyik fogoly melyik börtönben, illetve internálótáborban található, a névsort a Szovjet-Oroszországba emigráló magyar kommunisták állították össze. Az első kicseréltekből álló csoport 1921. október 22-én érkezett meg Szovjet-Oroszországba. A Szovjetunióba emigráló népbiztosok és párttagok jelentős része utóbb a sztálini tisztogatások áldozata lett.

## Története
Az első világháború befejeződése után két évvel is még a magyar hadifoglyok tízezrei éltek nyomorúságos körülmények között az egykori Orosz Birodalom távoli területein, főleg Szibériában és Turkesztánban, azaz Belső-Ázsia immár szovjet-orosz fennhatóság alatt álló területein. A hadifoglyok számára vonatkozóan csak becslések léteztek: Somssich József külügyminiszter 1920 februárjában egy parlamenti interpellációra adott válaszában a turkesztáni foglyok számát 40 ezerre, a szibériaiakét 118 ezerre tette. Magyarországon a hivatalos adatok szerint mindössze 600 orosz hadifogoly volt, és közülük is csak mintegy 300 kívánt hazatérni Szovjet-Oroszországba.
Az áthidalhatatlan ideológiai ellenétek miatt mindkét fél elzárkózott a közvetlen kapcsolatok felvételétől; a hadifoglyok ügyét először közvetítőkön keresztül igyekeztek megoldani, majd a magyar minisztertanács Jungerth Mihály tanácsost bízta meg a tárgyalások folytatásával Makszim Makszimovics Litvinovval, aki akkor utazó nagykövetként egyes fontos nemzetközi kérdések megoldásával foglalkozott. A Koppenhágában folytatott tárgyalások 1920 májusában sikerre vezettek, a két fél megállapodást írt alá a fogolycseréről. 1920 júliusában azonban Magyarországon megkezdődött a Tanácsköztársaság tíz népbiztosának pere, és közülük négyet halálra, hatot életfogytiglanra ítéltek. A moszkvai emigráns magyar kommunisták elérték, hogy a szovjet fél a hadifogoly magyar tisztek hazatérése fejében ragaszkodjon a népbiztosok elengedéséhez.

## A szerződések
Mivel Magyarország és a későbbi Szovjetunió csak 1934-ben hozott létre kölcsönösen követségeket, a diplomáciai tárgyalások semleges országokon keresztül zajlottak:
- 1920. május 29., Koppenhága: Magyarország és Szovjet-Oroszország földjén rekedt hadifoglyok kicseréléséről.
- 1921. július 28., Riga: A szerződés kiterjesztése a kommün alatti tevékenységükért elítélt foglyokra.
- 1924. szeptember 23., Berlin: A szerződés ismételt kiterjesztése, immáron a betiltott Kommunisták Magyarországi Pártjának újjászervezésére irányuló törekvésük miatt elítéltekre.

## A fogolycsere politikai és jogi megítélése
Az 1920 júliusában kezdődő népbiztos-perekre válaszul Csicserin külügyi népbiztos jegyzékben közölte a magyar kormánnyal 1000 magyar (hadifogoly) tiszt őrizetbe vételét és közülük 10 személyes túszként való fogva tartását. A fogolycsere számos vonatkozásban nem felelt meg a háborús jog normáinak:
- Az 1918-as breszt-litovszki béke értelmében a központi hatalmak és Szovjet-Oroszország megállapodtak a hadifoglyok kölcsönös kiadásáról. Ennek az osztrák–magyar, illetve magyar fél eleget tett, így 1920-ra csak néhány száz oroszországi hadifogoly maradt Magyarország területén, míg 1920-ban szovjet-orosz területen több tízezer magyar hadifogoly tartózkodott fogolytáborokban.
- A fogolycsere érdekessége, hogy magyar állampolgárokat cserélt ki magyar hadifoglyokra, illetve polgári személyeket katonákra.
- A Szovjet-Oroszországba szállítandók kérdésében a kommunista emigráció, mindenekelőtt Rákosi Mátyás erősen hallatta a hangját, a névjegyzék kibővítésével kapcsolatban néhány esetben a szovjet diplomáciát is keresztezve. A szovjetek a magyar hadifogoly tisztek visszatartásával még 1924-ben is engedményeket csikartak ki a magyar kormánytól.[6]

## A fogolycsere-akcióban kicseréltek névsora
- Lásd: A szovjet–magyar fogolycsere-akció kicseréltjei
- Kiket kértek ki az oroszok a fogvatartott kommunisták közül. Négyszáztizenöt név szerepel a szovjet listáján. Pesti Napló, 73. évf. 6. sz. (1922), 8. o.